# Pendolo di Kater

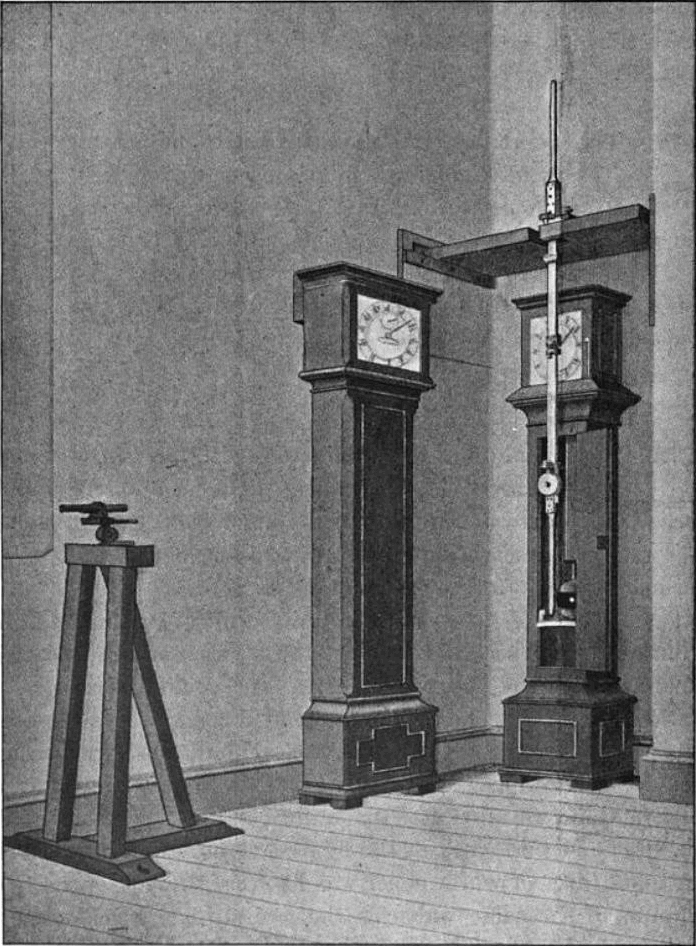
Il pendolo originale di Kater nel 1818. Il mirino a sinistra venne utilizzato per evitare l'errore di parallasse durante la misurazione del periodo.

Il pendolo di Kater è un pendolo reversibile a libera oscillazione ideato nel 1817 dal geodeta britannico Henry Kater. Lo strumento venne realizzato per l'utilizzo come gravimetro allo scopo di misurare l'accelerazione di gravità. Il vantaggio è che, a differenza dei precedenti pendoli gravimetri, non è necessario determinare il baricentro e il centro di oscillazione del pendolo stesso, permettendo così una maggiore accuratezza. Per circa un secolo, fino agli anni trenta, il pendolo di Kater e le sue successive versioni sono stati lo strumento principale per misurare la forza di gravità terrestre nell'ambito dello studio della geodesia. Ad oggi lo strumento è utilizzato per dimostrare i princìpi di oscillazione del pendolo semplice.

## Descrizione
Il pendolo di Kater può essere utilizzato per misurare l'accelerazione di gravità g in quanto il suo periodo di oscillazione T dipende solo dall'accelerazione g e dalla lunghezza L:
{\displaystyle T=2\pi {\sqrt {\frac {L}{g}}}}
Il pendolo di Kater consiste in una barra di metallo rigida con due perni, ognuno di essi posizionato vicino alle estremità della barra. Lo strumento possiede sia un peso regolabile che può essere spostato su e giù per la barra, sia un perno registrabile, per regolare i periodi di oscillazione. Il peso mobile viene regolato in maniera tale da equalizzare i periodi. A questo punto, il periodo T è uguale al periodo di un pendolo semplice di lunghezza pari alla distanza tra i perni. Dal periodo e dalla distanza L misurata tra i perni, l'accelerazione di gravità può essere calcolata con precisione.
Dalla relazione precedente è, dunque, possibile determinare il valore di g, che rappresenta la stima del valore dell'accelerazione di gravità del lungo in cui viene eseguita la misura sperimentale, ovvero:
{\displaystyle g={\frac {4\pi ^{2}L}{T^{2}}}}